# She Will Be Loved
"She Will Be Loved" é o terceiro single da banda californiana Maroon 5 para o álbum de estréia Songs About Jane. A canção ganhou um Grammy em 2003. A inspiração veio através da relação conturbada do vocalista Adam Levine com sua então namorada, Jane.
A canção fez parte da trilha sonora do filme The Last Song, baseado no best - seller de Nicholas Sparks, interpretados por Miley Cyrus (Ronnie Miller), Liam Hemsworth (Will Blakelee) e Greg Kinnear (Steve Miller). A canção também fez parte da trilha sonora da Temporada 4 (episódio 2) de Smallville. Também esteve presente na trilha sonora da 12ª temporada de Malhação. Escrita por Adam Levine/James Valentine em 2002/18.

## Videoclipe
A história do clipe é a de um homem jovem (interpretado por Adam Levine) que se apaixona pela mãe (interpretada por Kelly Preston) de sua namorada (interpretada por Corrine Carrey). A mãe não está recebendo amor devido de seu marido. Ela, portanto, vai aos poucos se envolvendo com ele. Apesar de essa ser uma situação complicada ele canta "She Will Be Loved" ("Ela Será Amada"). No fim, ele abandona a namorada para correr até a mãe, que é encarada por sua filha, sendo aí a cena final, o fim fica subjetivo. O video foi produzido pela Oil Factory e dirigido por Sophie Muller.

## Desempenho nas paradas
| Paradas (2003)                                           | Melhor posição |
| -------------------------------------------------------- | -------------- |
| América Latina - Top 40                                  | 2              |
| África do Sul Top 40                                     | 3              |
| Alemanha Parada de Singles                               | 25             |
| Austrália - ARIA Charts                                  | 1              |
| Áustria - Parada de Singles                              | 27             |
| Bélgica - Parada de Singles                              | 27             |
| Brasil - Hot 100                                         | 3              |
| Chile - Top 100                                          | 6              |
| Estados Unidos - Billboard Hot Adult Contemporary Tracks | 4              |
| Estados Unidos - Billboard Hot 100                       | 5              |
| Europa - Top 20                                          | 1              |
| Finlândia - Parada de Singles                            | 5              |
| França - Top 100 Singles                                 | 6              |
| Irlanda - Parada de Singles                              | 1              |
| Israel - Parada de Singles                               | 1              |
| Itália - Parada de Singles                               | 3              |
| Nova Zelândia - RIANZ - Parada de Singles                | 18             |
| Polónia - Parada de Singles                              | 1              |
| Suíça - Parada de Singles                                | 18             |
| Reino Unido - UK Singles Chart                           | 4              |
| Mundo - United World Chart                               | 1              |

## Versão de Reece Mastin
"She Will Be Loved" é uma canção grava pelo cantor e compositor australiano Reece Mastin, contida em seu primeiro álbum de estúdio auto-intitulado. A canção foi interpretada por Mastin no The X Factor. Após se tornar campeão do programa, todas musicas apresentadas por ele, foram incluídas no álbum.
A canção foi interpretada por Mastin no The X Factor e durante sua primeira digressão. Após o lançamento de Reece Mastin, "She Will Be Loved" estreou na tabela musical australiana Australian Singles Chart, no número oitenta e sete. Na Nova Zelândia, estreou na trigésima segunda posição da New Zealand Singles Chart, de acordo com os dados publicados a 16 de novembro de 2011.

## Posições
| País - Tabela musical (2011)              | Posição de pico |
| ----------------------------------------- | --------------- |
| Austrália - Australian Singles Chart      | 87              |
| Nova Zelândia - New Zealand Singles Chart | 32              |